# Prionotus teaguei
Prionotus teaguei és una espècie de peix pertanyent a la família dels tríglids.

## Descripció
- Fa 15 cm de llargària màxima.[4][5]

## Hàbitat
És un peix marí, demersal i de clima tropical (10°N-8°N).

## Distribució geogràfica
Es troba al Pacífic oriental central: Costa Rica.

## Observacions
És inofensiu per als humans.